# Wolfgang Stanek
Wolfgang Stanek (* 7. Oktober 1959) ist ein österreichischer Kommunikationstrainer, Berater und Politiker (ÖVP). Er ist seit 1991 Abgeordneter zum Oberösterreichischen Landtag und war dort vom 30. Jänner 2020 bis zum 23. Oktober 2021 Landtagspräsident.

## Ausbildung und Beruf
Wolfgang Stanek besuchte nach der Volksschule das Gymnasium, das er mit der Matura abschloss. Danach absolvierte Stanek eine Ausbildung zum Kommunikationstrainer an der Politischen Akademie Wien. Er arbeitete danach im Amt der Oberösterreichischen Landesregierung als Büroleiter und Büroleiterstellvertreter bei den Landeshauptmannstellvertretern  Gerhard Possart und Karl-Albert Eckmayr. Zudem ist Stanek seit 1984 als freiberufliche Trainer, Coach und Berater tätig. Stanek ist seit 1997 Obmann des Personalbeirates beim Amt der Oberösterreichischen Landesregierung und geschäftsführender Gesellschafter der Stanek Persönlichkeitstraining OEG.

## Politik
Wolfgang Stanek war zwischen 1985 und 1991 Mitglied im Gemeinderat von Leonding. 1991 zog er in den oberösterreichischen Landtag ein, dem er seitdem angehört. Zwischen 1997 und 2003 war er Vizebürgermeister der Marktgemeinde Wilhering. Seit 2003 ist er dort Mitglied des Gemeinderats.
In der Landtagssitzung am 30. Jänner 2020 folgte er Viktor Sigl als Landtagspräsident nach. Nach der Landtagswahl 2021 wurde Maximilian Hiegelsberger in der konstituierenden Sitzung der XXIX. Gesetzgebungsperiode zu seinem Nachfolger als Erstem Präsidenten des Oberösterreichischen Landtags gewählt. Stanek blieb als Abgeordneter im Landtag.

## Privates
Wolfgang Stanek ist verheiratet und hat einen Sohn.